# Rootkits
Rootkits - Subverting the windows kernel è un saggio sui metodi utilizzati per creare un rootkit. Mirato agli amministratori di sistema, il libro è scritto da due dei più attivi contributori del magazine in rete "Rootkit.com".
Anche se il libro si concentra sul sistema operativo al momento più diffuso, i concetti basilari sono applicabili a qualunque sistema operativo.
Gli scopi del libro sono:
- Capire il ruolo dei rootkit nel controllo remoto di una macchina
- Comprendere in che modo i processi e i file vengono resi invisibili
- Apprendere le principali tecniche utilizzate dai rootkit:
  - hooking
  - patching a runtime
  - manipolazione diretta del kernel
- Come sviluppare un driver a strati che permetta la cattura della tastiera e lo sniffing dei pacchetti
- Utilizzare le conoscenze summenzionate per
  - rilevare la presenza dei rootkit
  - sviluppare programmi a prova di rootkit

Le sezioni del libro sono:
1. Leave no trace (Non lasciare traccia)
2. Subverting the kernel (corrompere il kernel)
3. The hardware connection (la connessione all'hardware)
4. The age-old art of hooking (l'antica arte dell'hooking)
5. Layered drivers (driver a strati)
6. Direct kernel object manipulation (manipolazione diretta degli oggetti del kernel)
7. hardware manipulation (manipolazione dell'hardware)
8. Covert channels  (canali segreti)
9. Rootkit detection (rilevare i rootkit)

## Edizioni
- Greg Hoglund e James Butler, Rootkits - Subverting the windows kernel, Addison-Wesley, 2006,  pp. XXIII, 319, ISBN 0-321-29431-9.